# Рагниц
Рагниц (нем. Ragnitz) — коммуна (нем. Gemeinde) в Австрии, в федеральной земле Штирия. 
Входит в состав округа Лайбниц.  Население составляет 1444 человека (на 31 декабря 2005 года). Занимает площадь 20,77 км². Официальный код  —  61027.

## Политическая ситуация
Бургомистр коммуны — Рудольф Раух (АНП) по результатам выборов 2005 года.
Совет представителей коммуны (нем. Gemeinderat) состоит из 15 мест.
- АНП занимает 9 мест.
- СДПА занимает 3 места.
- АПС занимает 3 места.